# Zełenyj Haj (hromada Szewczenkowe)
Zełenyj Haj (ukr. Зелений Гай) – wieś na Ukrainie, w obwodzie mikołajowskim, w rejonie mikołajowskim, w hromadzie Szewczenkowe. W 2001 liczyła 1128 mieszkańców.